# Vladimir Martynov
Pour les articles homonymes, voir Martynov.
Vladimir Ivanovitch Martynov (en russe : Владимир Иванович Мартынов) est un compositeur russe né à Moscou le 20 février 1946. Il est connu pour ses œuvres dans les genres du concerto, de la musique orchestrale, de la musique de chambre et de la musique chorale. Il a également composé la musique pour les films est dessins animés.

## Biographie
Vladimir Martynov est né en 1946. Son père était un musicologue et avait écrit des biographies des grands compositeurs. Il étudie le piano étant enfant. Au conservatoire de Moscou sous la direction de Nikolaï Sidelnikov, il étudie le piano et la composition et passe ses examens en 1971.
Après le conservatoire, en 1973, il commence à travailler au studio de musique électronique du musée Alexandre Scriabine, un point de rencontre pour les musiciens d'avant-garde de l'époque. Il participe au groupe de rock Le boomerang, puis en 1978 il fonde son propre groupe Forpost.
En 1979, Martynov entre à l'Institut de théologie au monastère Laure de la Trinité-Saint-Serge à l'extérieur de Moscou pour y enseigner et se consacrer à la reconstruction et à la préservation du chant traditionnel orthodoxe russe. Il publie des recueils d'œuvres musicales anciennes.
Vladimir Martynov a écrit plusieurs livres et articles sur la théorie musicale, l'histoire et la philosophie de la musique.
Il est professeur à l'École du nouveau cinéma de Moscou créée en 2012.
Vladimir Martynov est l'époux de la violoniste Tatjana Grindenko.

## Œuvre
Dans ses premières œuvres, comme le Quartet pour cordes (1966), le Concerto pour hautbois et flûte (1968), l'Hexagramme pour piano (1971) ou la Sonate pour violon (1973), Vladimir Martynov a utilisé la technique de la musique sérielle (dodécaphonique).
Martynov se situe au confluent de la musique minimaliste américaine de Terry Riley, de Steve Reich et de Philip Glass, et de la perspective hermétique de l'Église orthodoxe et de sa tradition ascétique. Pour lui, la répétition permet d'isoler l'esprit du monde extérieur.
Depuis la chute de l'Union Soviétique, il a écrit des œuvres d'inspiration chrétienne, comme Apocalypse (1991), Les lamentations de Jérémie (1992), Magnificat (1993), Stabat Mater (1994) et Requiem (1998).
Une de ses compositions majeures est une pièce de près d'une heure, Opus Posthumum (1993), consacrée à l'idée selon laquelle « un homme touche la vérité à deux reprises. La première fois est quand le premier cri sort des lèvres du nouveau-né, et la seconde fois est lors de son dernier soupir. Tout ce qui est entre n'est pas authentique dans une plus ou moins grande mesure. »
Dans des manifestes intitulés La fin de l'ère des compositeurs (2002) et La zone Opus Posthume, ou la naissance d'une nouvelle réalité (2005), il décrit ses conceptions esthétiques : les formes narratives de la musique classique et de l'avant-garde ont été épuisées, il faut une nouvelle pratique de la musique.
Avec Schubert-quintet (unfinished) (2009), il réécrit une œuvre classique, le quintette en ut majeur de Schubert. Également en 2009, l'orchestre philharmonique de Londres a donné la première mondiale de son opéra Vita Nuova.

## Discographie
- Les Lamentations de Jérémie – Chœur Sirine, dir. Andreï Kotov (mars 1997, Saison russe/HM) (OCLC 39388085)
- Opus Posth – Alekseï Lioubimov et Anton Batagov, pianos (Long Arms Records, 1998)
- Stabat Mater & Requiem – Tatjana Grindenko, violon ; ensemble Opus Posth (Long Arms Records, 2003)
- Litania Ad Mariam Virginem – Ensemble Opus Posth, dir. Tatjana Grindenko et violon (2004, Long Arms Records CDLA 07023)
- Passionslieder – Ensemble Opus Posth ; Galina Muradova, Tatiana Grindenko (2004, Long Arms Records CDLA 04022)
- The Raw and the Cooked – Vladimir Martynov, piano (27-29 mai 2009, FancyMusic)
- Musique de Vladimir Martynov : Beatitudes ; Schubert-quintet ; Der Abschied – Kronos Quartet (13-16 décembre 2010, Nonesuch 529776-2)[1] (OCLC 765472123)
- Iliade – Chœur, chef de chœur Svetlana Anistratova ; dir. Tatjana Grindenko (2011, Long Arms Records CDLA 11063)
- Opus Prenatum – Vladimir Martynov, piano (2014, FancyMusic 044)
- Symphonie « Utopia » – Chœur et Orchestre philharmonique de Londres, dir. Vladimir Jurowski ; Jun Hong Loh, violon ; Neville Creed, narrateur et chef de chœur (23-24 novembre 2019, LPO 0120) (OCLC 1239629209)
- Folk Dance ; Bricolage – Vladimir Martynov, piano (2021, FancyMusic 179)

## Musique de film
- 1976 : Parole à la défense (Слово для защиты) de Vadim Abdrachitov
- 1977 : Sabot d'argent (Серебряное копытце) de Guennadi Sokolski
- 1980 : La Jeunesse de Pierre le Grand (Юность Петра) de Sergueï Guerassimov
- 1981 : Le Début des affaires glorieuses (В начале славных дел) de Sergueï Guerassimov
- 1988 : L'Été froid de l'année 53 (Холодное лето пятьдесят третьего) de Alexandre Prochkine
- 1990 : Les Cavaliers de la gloire de Souheil Ben Barka
- 1998 : Qui, sinon nous (Кто, если не мы) de Valery Priomykhov
- 2000 : La Fille du capitaine (Русский бунт) de Alexandre Prochkine
- 2006 : L'Île (film (Остров) de Pavel Lounguine